# Athelstane (Wisconsin)
Athelstane – miasto w Stanach Zjednoczonych, w stanie Wisconsin, w hrabstwie Marinette.